# Chariodema vittata
Chariodema vittata är en skalbaggsart som beskrevs av Blanchard 1850. Chariodema vittata ingår i släktet Chariodema och familjen Melolonthidae. Inga underarter finns listade i Catalogue of Life.